# Сердце тьмы
«Се́рдце тьмы» (англ. Heart of Darkness) — приключенческая повесть английского писателя Джозефа Конрада, впервые опубликованная отдельной книгой в 1902 году.

## Содержание
Повествование ведётся от лица главного героя, моряка Марлоу, который вспоминает своё путешествие в Центральную Африку. По заданию «Компании» (в тексте не названа, но подразумевается, видимо, бельгийская компания Свободного Конго), он должен прибыть на удалённую станцию, чтобы увезти с собой одного из агентов компании по фамилии Куртц, занимающегося сбором слоновой кости. Основную часть книги занимает рассказ Марлоу от первого лица о его путешествии по тропической реке, среди совершенно неизвестных европейцу территорий. Его рассказ полон необъективно переданных, но оттого не менее жутких подробностей как жизни аборигенов, так и насаждаемых в далёкой колонии порядков. Однако больше всего главного героя ужасает Куртц как воплощение первобытных инстинктов, которые таятся в глубине души каждого человека и которые, если дать им волю, полностью подчинят его себе…

Дикая глушь жестоко отомстила Куртцу за фанатическое вторжение. Думаю, она шёпотом рассказала ему о нём самом то, чего он не знал, и этот шёпот зачаровал его и гулким эхом отдавался в нем, ибо в глубине его была пустота.
Чарлз Марлоу рассказывает своим друзьям историю о том, как он стал капитаном речного парохода компании, торгующей слоновой костью. В детстве Марлоу был очарован «пустыми местами» на картах, особенно Африки. Изображение реки на карте особенно завораживало Марлоу.
Во флешбэке Марлоу отправляется в Африку на пароходе. Он проплывает 30 миль (50 км) вверх по реке, где находится станция его компании. Там ведутся работы по строительству железной дороги. Марлоу исследует узкое ущелье и с ужасом обнаруживает, что находится в месте, полном тяжелобольных африканцев, которые работали на железной дороге и теперь умирают. Марлоу вынужден ждать десять дней на опустевшем внешнем вокзале компании. Марлоу встречает главного бухгалтера компании, который рассказывает ему о мистере Курце, возглавляющем очень важный торговый пост и описанном как уважаемый первоклассный агент. Бухгалтер предсказывает, что Курц далеко пойдёт.

Марлоу отправляется с 60 людьми на Центральный вокзал, где стоит пароход, которым он будет командовать. На станции он узнает, что его пароход потерпел крушение в результате аварии. Главный управляющий сообщает Марлоу, что не мог дождаться его прибытия, и рассказывает о слухах, что Курц болен. Марлоу вылавливает лодку из реки и тратит месяцы на ее ремонт. Из-за нехватки инструментов и запасных частей Марлоу расстраивается из-за времени, которое уходит на ремонт. Он узнаёт, что управляющий возмущается, а не восхищается Курцем. После ремонта путешествие к станции Курца занимает два месяца.
Путешествие останавливается на ночь примерно в 8 милях (13 км) ниже Внутренней станции. Утром судно окутывает густой туман. Позже на пароход обрушивается шквал стрел, и рулевой погибает. Марлоу неоднократно подает сигнал пароходного свистка, отпугивая нападавших.
После высадки на станции Курца на борт парохода поднимается человек - русский странник, забредший в лагерь Курца. Марлоу узнает, что туземцы поклоняются Курцу и что он очень болен. Русский рассказывает о том, как Курц открыл ему разум, и восхищается Курцем даже за его силу и готовность её использовать. Марлоу подозревает, что Курц сошёл с ума.
Марлоу осматривает участок и видит ряд столбов, увенчанных отрубленными головами туземцев. Из-за угла дома появляется Курц со сторонниками, которые несут его на носилках, как призрачную фигуру. Площадь заполняется туземцами, готовыми к бою, но Курц что-то кричит, и они отступают. Его свита переносит Курца на пароход и укладывает в каюте. Управляющий говорит Марлоу, что Курц навредил бизнесу компании в этом регионе, потому что его методы «несостоятельны». Русский рассказывает, что Курц считает, что компания хочет его убить, и Марлоу подтверждает, что речь шла о повешении.
После полуночи Курц возвращается на берег. Марлоу находит Курца, ползущего к станционному домику. Марлоу угрожает причинить вред Курцу, если тот поднимет тревогу, но Курц лишь сетует на то, что не добился большего. На следующий день они собираются в обратный путь по реке.
Во время путешествия здоровье Курца ухудшается. Пароход ломается, и во время остановки для ремонта Курц отдает Марлоу пачку бумаг, включая заказной отчет и фотографию, велев держать их в секрете от управляющего. Когда Марлоу разговаривает с ним в следующий раз, Курц уже близок к смерти; Марлоу слышит его слабый шепот: «Ужас! Ужас!» Через некоторое время мальчик управляющего объявляет команде, что Курц умер. На следующий день Марлоу не обращает внимания на паломников Курца, пока они хоронят «нечто» в грязной яме.
Вернувшись в Европу, Марлоу озлоблен и презирает «цивилизованный» мир. Несколько человек приходят за бумагами, которые Курц доверил ему, но Марлоу отказывается от них или предлагает бумаги, которые, как он знает, их не интересуют. Он отдаёт отчет Курца журналисту, чтобы тот опубликовал его, если сочтёт нужным. У Марлоу остается несколько личных писем и фотография невесты Курца. Когда Марлоу навещает её, она в глубоком трауре, хотя со дня смерти Курца прошло уже больше года. Она требует от Марлоу информации и просит его повторить последние слова Курца. Марлоу говорит ей, что последним словом Курца было её имя.

## Экранизации и другие упоминания
- В 1939 году Орсон Уэллс намеревался экранизировать повесть, однако проект оказался слишком дорогим, кроме того Вторая мировая война, сузившая рынки проката, заставила кинокомпанию «РКО Радио Пикчерс» пересмотреть смету и Уэллс решил снимать «Гражданина Кейна»[2][3]. Также фильм по данной книге хотел снять Ричард Брукс.
- В серии № 82 сериала «Чудесные годы» учитель литературы читает книгу ученикам на уроке.
- По книге снят фильм «Сердце тьмы» (1993).
- Мотив путешествия в глубь загадочных джунглей, вскрывающего тёмную сторону человеческой природы, переосмыслен в фильме «Апокалипсис сегодня». В нём сохранена основная сюжетная линия, три главных героя, некоторые диалоги конрадовской повести, хотя действие перенесено в другое время и на другой континент[4].
- Сюжет игры Spec Ops: The Line основывается на том же сюжете, во многом, в свою очередь, повторяя «Апокалипсис сегодня».
- Повесть Конрада прямо обсуждается в блокбастере «Кинг-Конг» (2005).
- Книгу можно увидеть в мультсериале «Дарья», где главная героиня читает её на уроке и зачитывает описание: «путешествие молодого человека в неведомые земли сталкивает его лицом к лицу с варварской жестокостью внутри собственной души».
- В эпизоде № 13 аниме «Psycho-Pass» (2012) данную книгу читает Синъя Когами, когда лежит в госпитале.
- В фильме «Назови меня своим именем» книгу читает Элио, которого сыграл Тимоти Шаламе.
- Формирование характера одного из возможных антагонистов игры Fallout: New Vegas, Цезаря, частично основано на произошедшем с Куртцем[5].

## Переводы на русский язык
- Перевод Е. Ланна. — М. : ГИЗ, 1926.
- Перевод А. Кривцовой. — М. : ГИХЛ, 1959.

## Упоминания в литературе
- На повесть «Сердце Тьмы» ссылается Томас Элиот в стихотворении «Полые люди»[6].
- На повесть «Сердце Тьмы» ссылается В. Г. Зебальд в книге «Кольца Сатурна»[7].
- На повесть «Сердце Тьмы» ссылается Ярослав Гжендович в цикле фентези романов «Владыка Ледяного Сада», Том 1 и 3 (том 2 имеет подзаголовок "В сердце тьмы", но сама повесть в тексте тома не упоминается) и сюжет цикла частично повторяет сюжет повести в фентезийном мире.